# بقع‌اتا
بقع‌اتا یک منطقهٔ مسکونی در لبنان است که در شهرستان شوف واقع شده‌است.